# Cumpleañero
Cumpleañero és una pel·lícula de thriller dramàtic panamenya de 2022 escrita i dirigida per Arturo Montenegro. Va ser seleccionada com l'entrada panamenya a la Millor Pel·lícula Internacional als Premis Oscar de 2022.

## Sinopsi
Jimmy celebra el seu aniversari 45 a la casa de la platja, convidant al seu cercle pròxim d'amics a un cap de setmana ple de diversió, excessos i concessions. Tot es veu interromput per la confessió de Jimmy de voler posar fi a la seva vida abans que acabi la festa.

## Repartiment
- Albi De Abreu com Jimmy
- Joavany Álvarez com Alex
- Sharo D'encerclament com Nicole
- Julia Dorto com Laura
- Gina Faarup Cochez com a Detectiu
- Gaby Gnazzo com Milu

## Producció
Arturo Montenegro comento que van demorar 5 setmanes a preparar la localització, d'aquí 3 mesos de pre-producció, per a per fi rodar la pel·lícula en un termini de 4 setmanes en la península d'Azuero i diverses platges en la costa de Pedasí, per continuar amb cinc mesos de postproducció.

## Llançament
Cumpleañero es va estrenar en cinemes panamenys el 15 de setembre de 2022. Hi ha plans d'una estrena en el mercat internacional a mans d'Onceloops Media.